# Szojuz TMA–12
A Szojuz TMA–12 a Szojuz–TMA orosz háromszemélyes szállító/mentőűrhajó űrrepülése volt 2008-ban. A 41. emberes repülés a Nemzetközi Űrállomásra (ISS). Fedélzetén indult az űrbe I Szojon, Dél-Korea első űrhajósa.

## Küldetés
Hosszú távú cserelegénységet szállított az ISS fedélzetére. A tudományos és kísérleti feladatokon túl az űrhajók cseréje volt szükségszerű.

## Jellemzői
2008. április 8-án a Bajkonuri űrrepülőtér indítóállomásról egy Szojuz–FG juttatta Föld körüli, közeli körpályára. Több pályamódosítást követően április 10-én a Nemzetközi Űrállomást (ISS) automatikus vezérléssel megközelítette, majd sikeresen dokkolt. Az orbitális egység pályája 88,7 perces, 51,6 fokos hajlásszögű, elliptikus pálya-perigeuma 200 kilométer, apogeuma 246 kilométer volt.
Az időszakos karbantartó munkálatok mellett elvégezték az előírt kutatási, kísérleti és tudományos feladatokat. Fogadták a teherűrhajókat (M64, M65]), kirámolták a szállítmányokat, illetve bepakolták a keletkezett hulladékot.
2008. október 24-én Arkalik (oroszul: Арқалық) városától hagyományos visszatéréssel, a tervezett leszállási körzettől mintegy 89 kilométerre délre ért Földet. Összesen 198 napot, 16 órát, 20 percet és 11 másodpercet töltött a világűrben. 3130 alkalommal kerülte meg a Földet.

## Személyzet

### Indításkor
- Szergej Volkov (1), parancsnok,  Oroszország
- Oleg Kononyenko (1), fedélzeti mérnök,  Oroszország
- I Szojon (1), kutatóűrhajós,  Dél-Korea

### Leszálláskor
- Szergej Volkov (1), parancsnok,  Oroszország
- Oleg Dmitrijevics Kononyenko (1), fedélzeti mérnök,  Oroszország
- Richard Garriott (1),  Egyesült Államok

### Tartalék személyzet
- Makszim Viktorovics Szurajev  parancsnok  Oroszország
- Oleg Ivanovics Szkripocska fedélzeti mérnök  Oroszország
- Ko San speciális kutatóűrhajós  Dél-Korea